# 黒野伸一
黒野 伸一（くろの しんいち、1959年12月25日 - ）は、日本の小説家。神奈川県横浜市生まれ。
高校、大学をフランスで学び、日仏のバイリンガル。パリにある日系企業財務部長だったが退職して小説家に転身した。
2006年デビュー作『ア・ハッピーファミリー』（文庫化の際に『坂本ミキ、14歳。』に改題）で小学館主催の第1回「きらら」文学賞を受賞。
2007年刊行の小説『長生き競争!』は宇津井健、石原さとみ主演でドラマ化され、2008年末にフジテレビ系列で放映された。
2011年刊行の小説『限界集落株式会社』を原作とする、同名のドラマが2015年1月―3月にNHK総合で放送された。

## 作品リスト
- ア・ハッピーファミリー （2006年5月 小学館） - 第1回「きらら」文学賞受賞作
  - 坂本ミキ、14歳。（2008年10月 小学館文庫 上記作品の改題）
- 万寿子さんの庭 （2007年4月 小学館／2009年10月 小学館文庫）
- 幸せまねき （2007年11月 アスキー／2010年2月 小学館文庫）
- 長生き競争! （2007年11月 小学館／2008年12月 小学館文庫／2014年12月 廣済堂文庫）
- 女子は、一日にしてならず （2008年8月 小学館 shogakukan paperbacks／2011年9月 小学館文庫）
- かもめ幼稚園 （2008年8月 メディアファクトリー MF文庫ダ・ヴィンチ）
- かもめ幼稚園 マンモス学級編 （2009年2月 メディアファクトリー MF文庫ダ・ヴィンチ）
- どうにかしたい!―すみれin Junior high school （2010年4月 理論社）
- ジョシカク！ （2010年8月 光文社）
- ２泊３日遺言ツアー （2011年6月 ポプラ社）
  - 本日は遺言日和（2015年12月 実業之日本社文庫 上記作品の改題）
- 限界集落株式会社 （2011年11月 小学館／2013年10月 小学館文庫）
- 極貧!セブンティーン（2012年5月 理論社）
- 綾香（2012年6月 光文社）
- 格闘女子（2013年2月  光文社文庫）
- 格闘美神（2013年7月 光文社文庫）
- 経済特区自由村（2013年7月 徳間書店／2015年6月 徳間文庫）
- 脱・限界集落株式会社 （2014年11月 小学館／2016年11月 小学館文庫）
- となりの革命農家（2015年3月  廣済堂出版）
  - おいしい野菜が食べたい! （2019年6月 徳間文庫 上記作品の改題加筆修正）
- いじめレジスタンス（2015年9月 理論社）
- 鍵のことなら、何でもお任せ（2016年9月 徳間文庫）
- あさ美さんの家さがし（2016年11月  河出書房新社）
- 遠い国から来た少年（2017年4月 新日本出版社）
- 遠い国から来た少年II―パパとママは機械人間!?（2017年11月 新日本出版社）
- 国会議員基礎テスト（2018年2月  小学館）
- 遠い国から来た少年III ―地球消滅の危機!?（2018年3月 新日本出版社）
- AIのある家族計画（2018年3月 早川書房）
- グリーズランド 1 消された記憶（2019年2月 静山社）
- お会式の夜に（2019年8月 廣済堂出版）
- 底辺キャバ嬢、家を買う （2019年11月12日 光文社文庫）
- あした、この国は崩壊する ポストコロナとMMT（2021年3月10日 ライブパブリッシング）（監修：中野剛志） ISBN 4910519009